# ショー・疾風
ショー・疾風（ショー・ハヤテ）は、SNKの対戦型格闘ゲーム『風雲黙示録』シリーズなどに登場する架空の人物。

## 概要
実戦空手道とブーメランを組み合わせた格闘技「風雲拳」の使い手。下は空手着に黒帯、上半身は裸の上に赤い胴丸（胸当て）をつけ、さらに巨大ブーメランを背負っている。
父、母、妹が2人の5人家族。道場では師範を務め、道場主である父の剛・ハヤテを超える実力を持つ。なお、父の名前から名字はショーではなくハヤテである（ただし父から「ハヤテ」と呼ばれたこともある）。
デビュー作の『風雲黙示録』（以下『黙示録』と表記）では主人公。優勝して自分の風雲拳の最強を証明すべく、獣神武闘会への出場を決めた。
『風雲スーパータッグバトル』（以下『STB』と表記）では主人公ではなくなったが、前作から引き続き登場する。前大会で敗北した後に修行の旅に出ており、その成果を試すため、そして獅子王に報復するために裏獣神武闘会に出場した。なお、今作のエンディングでは前作のオープニングデモでの説明を覆し、まだ風雲拳を極めていないことにされている。
風雲拳はかつて父・剛が習得した「飛天流空手」という空手流派の技をベースとしており、「飛天昇王脚」という技からその名残が窺える。

### 他作品の客演
『サムライスピリッツ零』では千両狂死郎のエンディングで登場。歌舞伎と薙刀を融合させた「全く新しい歌舞伎」を生み出した狂死郎の前に、藤堂龍白（藤堂竜白のそっくりさん）とともに登場して、風雲拳と狂死郎の歌舞伎、どちらが全く新しいかを決めるべく戦うことになる。なお、このエンディングではショー・疾風という名前は出ず、あくまでも「謎の男」である。その後の『天下一剣客伝』でも狂死郎のエンディングに登場している。
『ザ・キング・オブ・ファイターズ XI』（以下『KOF XI』と表記）では隠しキャラクターとして登場。アーケード版では1440時間（日数にすると60日）の稼動が条件であり、解禁されるまでにもっとも時間がかかるキャラクターである。『黙示録』のオープニングデモを彷彿とさせる雄叫びを対戦開始前にあげる他、武器攻撃や武器投げがないため、ブーメランを使った技は特殊技や必殺技に変更されている。また、今作ではハヤテのみが画面外まで移動が可能となり、無敵状態のままブーメランで一方的に攻撃できるバグ技がある。

## 技の解説

### 必殺技
飛棍投術
ブーメランを投げて攻撃する。『黙示録』での武器投げ攻撃に相当するもので、『STB』で追加された。空中から出すこともできる。
念動飛棍
念をこめて、相手を追尾するブーメランを投げる。『風雲』シリーズでは通常の必殺技だが、『KOF XI』では超必殺技に格上げされている。
幻影飛棍
ブーメランを3つに分身させ、同時に3方向に向かってブーメランを投げつける。『黙示録』および『KOF XI』では3つ全てに攻撃判定があるが、『STB』ではうち2つは攻撃判定のない文字通りの幻影であり、攻撃判定のある本物は入力時のボタンにより決まる。「念動飛棍」同様に『KOF XI』では超必殺技に格上げされている。
強烈斬
ダッシュで接近して、バットのように振り上げてブーメランで相手を強打する技。『STB』以降では追加攻撃でさらに飛び上がって攻撃することができる。
飛天昇王脚
回転しながら膝で攻撃しつつ接近、その後に跳び膝蹴りを放つ。弱より強の方が回転する回数が多い。『STB』のみ、2種類の追加入力技が存在する。
烈風殺
空中から急降下して、拳の連打から蹴りにつなぐ。この技にも『STB』では追加入力技が存在する。
飛鳥蹴り
『KOF XI』で追加された技。『黙示録』でのラインアタックを擬似的に再現したものであり、飛び蹴りを出しながら画面奥へ飛んでいくかのように見える構図で飛んでいく。空中でも出すことができ、空中「飛鳥蹴り」は画面奥から画面手前に戻ってくるかのように見える構図になっている。なお、「飛鳥蹴り」で飛び上がっている間は、空中「飛鳥蹴り」も含め空中必殺技も出すことができる。

### 逆転技（超必殺技）
奥義!無双乱舞
相手に突進して、拳と蹴りの連続攻撃を見舞った後、ブーメランでの強打で締める乱舞技。『黙示録』と『STB』では技全体の構成が違い、『黙示録』では始動技がしゃがみ弱キックになっており、しゃがみ弱キックが当たらない限り乱舞部分には移行しない。
『KOF XI』では「念動飛棍」「幻影飛棍」が超必殺技に格上げされたため、それよりさらに強力なリーダー超必殺技として位置づけられている。なお、『KOF XI』では2種類のコマンドで『黙示録』『STB』両作品の「奥義!無双乱舞」を使うことができる。

## 登場作品
- 風雲黙示録 格闘創世
- 風雲スーパータッグバトル
- サムライスピリッツ零（千両狂死郎のエンディングに登場）
- サムライスピリッツ 天下一剣客伝（千両狂死郎のエンディングに登場）
- ザ・キング・オブ・ファイターズ XI

## 担当声優
- 林健一 - 『風雲黙示録』、『風雲スーパータッグバトル』
- 井上宏之 - 『ザ・キング・オブ・ファイターズ XI』

## 関連人物
- 獅子王（風雲シリーズでの宿敵）
- マックス・イーグル（良きライバル）
- キャロル・スタンザック（気になる女性）